# Simning vid världsmästerskapen i simsport 2025 – Damernas 100 meter ryggsim
Damernas 100 meter ryggsim vid världsmästerskapen i simsport 2025 avgjordes mellan den 28 och 29 juli 2025 i World Aquatics Championships Arena i Singapore Sports Hub i Kallang i Singapore.

## Rekord
Inför tävlingens start fanns följande världs- och mästerskapsrekord:
|                   | Namn           | Nation     | Tid   | Ort               | Datum        |
| ----------------- | -------------- | ---------- | ----- | ----------------- | ------------ |
| Världsrekord      | Regan Smith    | USA        | 57,13 | Indianapolis, USA | 18 juni 2024 |
| Mästerskapsrekord | Kaylee McKeown | Australien | 57,53 | Fukuoka, Japan    | 25 juli 2023 |

Följande rekord noterades under mästerskapet:
| Datum   | Tävling | Simmare        | Nation     | Tid   | Rekord |
| ------- | ------- | -------------- | ---------- | ----- | ------ |
| 29 juli | Final   | Kaylee McKeown | Australien | 57,16 | 0MR0   |

## Resultat

### Försöksheat
Försöksheaten startade den 28 juli klockan 10:02.
| Placering | Heat | Bana | Namn                        | Nationalitet            | Tid     | Noteringar |
| --------- | ---- | ---- | --------------------------- | ----------------------- | ------- | ---------- |
| 1         | 6    | 4    | Regan Smith                 | USA                     | 58,20   | 0Q0        |
| 2         | 4    | 4    | Katharine Berkoff           | USA                     | 58,55   | 0Q0        |
| 3         | 5    | 4    | Kaylee McKeown              | Australien              | 58,57   | 0Q0        |
| 4         | 5    | 2    | Peng Xuwei                  | Kina                    | 59,34   | 0Q0        |
| 5         | 4    | 3    | Wan Letian                  | Kina                    | 59,35   | 0Q0        |
| 6         | 5    | 3    | Roos Vanotterdijk           | Belgien                 | 59,37   | 0Q0        |
| 7         | 4    | 6    | Mary-Ambre Moluh            | Frankrike               | 59,47   | 0Q0        |
| 8         | 4    | 5    | Taylor Ruck                 | Kanada                  | 59,55   | 0Q0        |
| 9         | 6    | 5    | Kylie Masse                 | Kanada                  | 59,71   | 0Q0        |
| 10        | 6    | 2    | Hannah Fredericks           | Australien              | 59,80   | 0Q0        |
| 11        | 5    | 5    | Carmen Weiler               | Spanien                 | 59,86   | 0Q0        |
| 11        | 6    | 3    | Marrit Steenbergen          | Nederländerna           | 59,86   | 0Q0        |
| 13        | 5    | 8    | Anastasija Sjkurdaj         | Neutrala idrottare A    | 1.00,11 | 0Q0        |
| 14        | 5    | 6    | Pauline Mahieu              | Frankrike               | 1.00,48 | 0Q0        |
| 15        | 5    | 1    | Kim Seung-won               | Sydkorea                | 1.00,51 | 0Q0        |
| 16        | 4    | 7    | Alina Gaifutdinova          | Neutrala idrottare B    | 1.00,56 | 0Q0        |
| 17        | 4    | 2    | Adela Piskorska             | Polen                   | 1.00,72 |            |
| 18        | 6    | 6    | Danielle Hill               | Irland                  | 1.00,79 |            |
| 19        | 6    | 7    | Maaike de Waard             | Nederländerna           | 1.00,85 |            |
| 20        | 5    | 7    | Miranda Grana               | Mexiko                  | 1.01,10 |            |
| 21        | 4    | 1    | Anita Gastaldi              | Italien                 | 1.01,20 |            |
| 22        | 6    | 1    | Hanna Rosvall               | Sverige                 | 1.01,23 |            |
| 23        | 6    | 0    | Camila Rebelo               | Portugal                | 1.01,38 |            |
| 24        | 3    | 6    | Gabriela Georgieva          | Bulgarien               | 1.01,42 |            |
| 25        | 4    | 0    | Aviv Barzelay               | Israel                  | 1.01,70 |            |
| 26        | 4    | 8    | Lora Komoróczy              | Ungern                  | 1.01,80 |            |
| 27        | 5    | 0    | Schastine Tabor             | Danmark                 | 1.01,83 |            |
| 28        | 6    | 9    | Fanny Teijonsalo            | Finland                 | 1.01,85 |            |
| 29        | 6    | 8    | Amber George                | Nya Zeeland             | 1.02,16 |            |
| 30        | 4    | 9    | Xeniya Ignatova             | Kazakstan               | 1.02,32 |            |
| 31        | 5    | 9    | Justine Murdock             | Litauen                 | 1.02,67 |            |
| 32        | 3    | 3    | Maari Randväli              | Estland                 | 1.02,75 |            |
| 33        | 3    | 7    | Cindy Cheung                | Hongkong                | 1.02,79 |            |
| 34        | 3    | 4    | Levenia Sim                 | Singapore               | 1.02,80 |            |
| 35        | 3    | 1    | Andrea Berrino              | Argentina               | 1.03,29 |            |
| 36        | 3    | 2    | Zuri Ferguson               | Trinidad och Tobago     | 1.03,56 |            |
| 37        | 3    | 0    | Laurent Estrada             | Kuba                    | 1.03,72 |            |
| 38        | 3    | 5    | Janja Šegel                 | Slovenien               | 1.04,10 |            |
| 39        | 2    | 4    | Elizabeth Jiménez           | Dominikanska republiken | 1.04,32 |            |
| 40        | 3    | 8    | Natalia Zaiteva             | Moldavien               | 1.04,72 |            |
| 41        | 2    | 5    | Saovanee Boonamphai         | Thailand                | 1.04,87 |            |
| 42        | 3    | 9    | Abril Aunchayna             | Uruguay                 | 1.05,15 |            |
| 43        | 2    | 6    | Anishta Teeluck             | Mauritius               | 1.05,20 |            |
| 44        | 2    | 8    | Taline Mourad               | Libanon                 | 1.06,21 |            |
| 45        | 2    | 3    | Carolina Cermelli           | Panama                  | 1.06,25 |            |
| 46        | 2    | 2    | Amani Al-Obaidly            | Bahrain                 | 1.06,57 |            |
| 47        | 2    | 9    | Emilia Sandoval             | Guatemala               | 1.06,68 |            |
| 48        | 1    | 4    | Minagi Rupesinghe           | Sri Lanka               | 1.06,91 |            |
| 49        | 2    | 1    | Lara Giménez                | Paraguay                | 1.06,95 |            |
| 50        | 2    | 7    | Enkh-Amgalangiin Ariuntamir | Mongoliet               | 1.07,53 |            |
| 51        | 1    | 5    | Aynura Primova              | Turkmenistan            | 1.08,05 | 0NR0       |
| 52        | 1    | 6    | Parizod Abdukarimova        | Uzbekistan              | 1.08,48 |            |
| 53        | 1    | 3    | Kaila Dacruz                | Kap Verde               | 1.09,06 |            |
| 54        | 1    | 7    | Bjarta í Lágabø             | Färöarna                | 1.09,15 |            |
| 55        | 2    | 0    | Erina Idrizaj               | Kosovo                  | 1.09,65 |            |
| 56        | 1    | 2    | Amna Thazkiyah Mirsaad      | Maldiverna              | 1.13,49 | 0NR0       |

### Semifinaler
Semifinalerna startade den 28 juli klockan 19:53.
| Placering | Heat | Bana | Namn                | Nationalitet         | Tid     | Noteringar |
| --------- | ---- | ---- | ------------------- | -------------------- | ------- | ---------- |
| 1         | 2    | 4    | Regan Smith         | USA                  | 58,21   | 0Q0        |
| 2         | 2    | 5    | Kaylee McKeown      | Australien           | 58,44   | 0Q0        |
| 3         | 2    | 2    | Kylie Masse         | Kanada               | 58,66   | 0Q0        |
| 4         | 1    | 4    | Katharine Berkoff   | USA                  | 58,79   | 0Q0        |
| 5         | 1    | 6    | Taylor Ruck         | Kanada               | 59,18   | 0Q0        |
| 6         | 1    | 5    | Peng Xuwei          | Kina                 | 59,19   | 0Q0        |
| 7         | 2    | 6    | Mary-Ambre Moluh    | Frankrike            | 59,35   | 0Q0        |
| 8         | 1    | 1    | Pauline Mahieu      | Frankrike            | 59,56   | Omsimning  |
| 8         | 2    | 3    | Wan Letian          | Kina                 | 59,56   | Omsimning  |
| 10        | 1    | 3    | Roos Vanotterdijk   | Belgien              | 59,63   |            |
| 11        | 1    | 2    | Hannah Fredericks   | Australien           | 59,73   |            |
| 12        | 2    | 7    | Carmen Weiler       | Spanien              | 59,92   |            |
| 13        | 1    | 8    | Alina Gaifutdinova  | Neutrala idrottare B | 59,93   |            |
| 14        | 1    | 7    | Marrit Steenbergen  | Nederländerna        | 59,94   |            |
| 15        | 2    | 1    | Anastasija Sjkurdaj | Neutrala idrottare A | 1.00,46 |            |
| 16        | 2    | 8    | Kim Seung-won       | Sydkorea             | 1.00,54 |            |

#### Omsimning
Omsimningen startade den 28 juli klockan 20:39.
| Placering | Bana | Namn           | Nationalitet | Tid     | Noteringar |
| --------- | ---- | -------------- | ------------ | ------- | ---------- |
| 1         | 4    | Pauline Mahieu | Frankrike    | 59,28   | 0Q0        |
| 2         | 5    | Wan Letian     | Kina         | 1.00,86 |            |

### Final
Finalen startade den 29 juli klockan 19:50.
| Placering | Bana | Namn              | Nationalitet | Tid   | Noteringar |
| --------- | ---- | ----------------- | ------------ | ----- | ---------- |
| 1         | 5    | Kaylee McKeown    | Australien   | 57,16 | 0MR0, 0AR0 |
| 2         | 4    | Regan Smith       | USA          | 57,35 |            |
| 3         | 6    | Katharine Berkoff | USA          | 58,15 |            |
| 4         | 3    | Kylie Masse       | Kanada       | 58,42 |            |
| 5         | 7    | Peng Xuwei        | Kina         | 59,10 |            |
| 6         | 8    | Pauline Mahieu    | Frankrike    | 59,48 |            |
| 7         | 2    | Taylor Ruck       | Kanada       | 59,59 |            |
| 8         | 1    | Mary-Ambre Moluh  | Frankrike    | 59,60 |            |